# Evgenij Baburin
Evgenij Jeduardovič Baburin (in russo Евгений Эдуардович Бабурин?; Gor'kij, 4 luglio 1987) è un cestista russo.

## Carriera
Con la Russia ha disputato i Campionati mondiali del 2019 e due edizioni dei Campionati europei (2015, 2017).

## Palmarès

### Squadra
- Coppa di Russia: 2

Lokomotiv Kuban': 2017-2018
Nižnij Novgorod: 2022-2023

### Individuale
- VTB United League Defensive Player of the Year: 1

Nižnij Novgorod: 2022-2023